# Cissus osaensis
Cissus osaensis es una especie del género Cissus en la familia Vitaceae. Es una planta trepadora que se encuentra en Centroamérica en Costa Rica y Guatemala.

## Descripción
Es una planta trepadora o bejuco ; es muy parecida a Cissus alata de la cual se diferencia por las estípulas no reflexas, los peciólulos alados y folíolos de color rojo ladrillo cuando secos y caudados en el ápice. Con pocos tricomas de punta glandular

## Taxonomía
Cissus osaensis fue descrita por Julio Antonio Lombardi y publicado en Candollea 52(1): 105–107, f. 1, en el año 1997.
Etimología
Cissus: nombre genérico que deriva del griego κισσος ( kissos ), que significa "hiedra".
osaensis: epíteto